# Elsnig
Elsnig là một đô thị trong huyện Nordsachsen, bang tự do Sachsen, nước Đức. Đô thị Elsnig có diện tích 36,76 km², dân số thời điểm ngày 31 tháng 12 năm 2005 là 1674 người.